# Antonio Palau y Dulcet
Antonio Palau y Dulcet (Montblanch, Tarragona, 1867 - Barcelona, 1954), librero, bibliógrafo, historiador cultural y cervantista español, autor desde 1919 del monumental Manual del librero español e hispanoamericano.

## Biografía
Investigó la introducción de la imprenta en España en su De los orígenes de la imprenta y su introducción en España, 1952. 
Es conocido sobre todo como autor de un indispensable Manual del librero hispano-americano: inventario bibliográfico de la producción científica y literaria de España y de la América Latina desde la invención de la imprenta hasta nuestro días, con el valor comercial de todos los artículos descritos (1923-1945), en siete volúmenes. En su segunda edición constaba de 28 volúmenes publicados entre 1948 y 1977 y siete volúmenes de índices entre 1981 y 1987 por Agustín Palau Claveras: alfabético de títulos-materias, correcciones, conexiones y adiciones, en total 35 volúmenes. Utilizaba para confeccionar esta bibliografía los catálogos de librerías anticuarias a las que estaba abonado. Las obras que cita están ordenadas alfabéticamente por autores cuando se conocen y por títulos cuando la obra es anónima. Se indica el título abreviado conservando la ortografía original, por muy extravagante que fuere, y sea cual sea su lengua. También se registra el tamaño y descripción del libro, el número de páginas, de láminas, el año de edición, el impresor y, en el caso de algún raro ejemplar, Palau añade un comentario explicativo, además de las distintas ediciones que pueda haber de cada obra y sus características. A todo esto se le suma el lujazo de indicar, cuando lo hay, el precio de venta del libro en principales librerías, Maggs, Rosenthal, Bardón, etc., indicando el año de venta y lo que se pagó por él, sea en libras, pesetas, francos, etc. Registra 381.897 libros. 
También elaboró bibliografías de Cervantes y Quevedo y una interesantísima autobiografía, Memorias de un librero catalán (1935), donde demuestra su espíritu humanista y el afán cultural altruista que lo movía. 
En catalán escribió además La Conca de Barberà (1912) y las guías de Montblanch, Poblet y la Cuenca de Barberá (1930-1932). Fue nombrado hijo predilecto de Montblanch en 1949. 
El 31 de julio de 1949, el bailío de la Villa Ducal, Josep Maria Abelló Barrios le otorgó la medalla de plata.

## Obras
- Palau y Dulcet, Antonio (1924). Bibliografía de Cervantes con el valor comercial de las obras descritas por Antonio Palau y Dulcet, Librería anticuaria. Maggs Bros.
- — (1950). Bibliografía de don Miguel de Cervantes Saavedra. Barcelona: Librería Palau, Asociación de libreros y amigos del libro.
- —. Bibliografía de Francisco de Quevedo Villegas.
- — (1923-1945). Manual del librero hispano-americano: inventario bibliográfico de la producción científica y literaria de España y de la América Latina desde la invención de la imprenta hasta nuestro días, con el valor comercial de todos los artículos descritos. 1948-1987, 35 vols. (segunda edición).
- — (1935). Memorias de un librero catalán, 1867-1935. Llibreria Catalonia.
- — (1935). Memòries d'un llibreter català (en catalán). Llibreria Catalonia., posee un importante y extenso prefacio
- — (1923). Manual del libro Hispano-Americano. Librería Anticuaria.
- — (1952). De los orígenes de la imprenta y su introducción en España. Librería Palau.
- — (1990). Manual del librero hispano-americano de Antonio Palau y Dulcet. A. Palau.
- — (1948). Manual del librero hispano-americano. A. Palau.
- — (1948). «La formación del Manual del librero». Memorias de libreros... VV. AA. Madrid.
- — (2007). Guia de la Conca. Montblanc: Consell Comarcal de la Conca de Barberà.
- — (1931). Guia de Montblanch. Barcelona: Impremta Romana.